# Martin Schechter
Martin Schechter (* 1930 in Philadelphia; † 7. Juni 2021 in Jerusalem) war ein US-amerikanischer Mathematiker, der sich mit Analysis beschäftigte.

## Leben
Schechter promovierte 1957 an der New York University bei Louis Nirenberg und Lipman Bers (On estimating partial differential operators in the L2-Norm). Er war danach an der New York University, 1965 bis 1966 am Institute for Advanced Study, an der University of Pennsylvania und in den 1970er Jahren an der Yeshiva University.  In den 1990er Jahren war er an der University of California, Irvine.
Er beschäftigte sich mit Partiellen Differentialgleichungen und Funktionalanalysis mit Anwendungen in der mathematischen Physik (Quantenmechanik, Streutheorie).
Schechter gehörte der Association of Orthodox Jewish Scientists an.

## Schriften
- Principles of Functional Analysis, Academic Press 1971, 2. Auflage, American Mathematical Society 2002
- Minimax systems and critical point theory, Springer 2009
- mit Wenming Zou: Critical point theory and its applications, Springer 2006
- Linking methods in critical point theory, Birkhäuser 1999
- Introduction to nonlinear analysis, Cambridge University Press 2004
- Operator methods in quantum mechanics, North Holland 1981, Dover 2002
- Spectra of partial differential operators, North Holland, 1971, 2. Auflage 1986
- Modern methods in partial differential equations, McGraw Hill 1977
- mit Fritz John, Lipman Bers, Lars Gårding, Arthur Milgram: Partial Differential Equations, Wiley 1964, 1966, American Mathematical Society 1991 (darin Schechter, Bers Elliptic Equations)